# São Sebastião da Amoreira
São Sebastião da Amoreira là một đô thị thuộc bang Paraná, Brasil. Đô thị này có diện tích 227,982 km², dân số năm 2007 là 8976 người, mật độ 39,4 người/km².